# Кешлак-е Кара-Заге
Кешлак-е Кара-Заге (перс. قشلاق قره زاغه) — село в Ірані, у дегестані Гакімабад, у Центральному бахші, шахрестані Зарандіє остану Марказі. За даними перепису 2006 року, його населення становило 44 особи, що проживали у складі 13 сімей.